# 길이

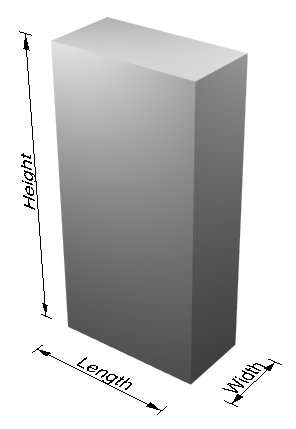

길이(영어: length)는 물체의 한 끝에서 다른 끝까지의 공간적 거리이다. 길이는 수직의 정도를 나타내는 높이, 두께, 또는 면과 면 사이의 수직 거리를 나타내는 너비와 구별되어야 한다. 길이라는 용어는 길이가 측정되어야 하는 물체의 특정 차원에서 사용되는데, 면적은 2차원의 측정, 부피는 3차원의 측정인 것처럼 길이는 1차원의 측정이다.
물체의 크기나 양을 정확하게 판단하기 위하여 제일 먼저 길이의 표준을 정하여 그 표준과 비교하여 길이를 판단하였는데, 옛날에는 성인 남자 신체의 한 부분을 길이의 표준으로 이용하였으며, 현재는 단위선분을 단위로 측정된다. 임의의 점 P, Q 사이의 거리를 측정할 때, 선분 PQ를 잡고 이 선분의 길이가 단위 선분의 몇 배인지, 그리고 이 끝 수가 단위 선분의 1/10의 몇 배인지, 다시 끝 수가 나오면 이 수가 단위 선분의 1/{\displaystyle 10^{2}}의 몇 배인지 등의 과정을 되풀이하여 측정한다. 곡선의 길이는 임의의 구간을 정해서 연속함수로 정의하고 연속함수가 표시하는 점들의 집합으로 정의한다. 18세기 이전에는 선에 자연히 길이가 구비되어 있다고 생각했으나 18세기 이후부터 선의 길이를 공리적인 입장인 입장에서 엄밀히 정의하였다. 물리학적 개념에서는 어떠한 현상이 일어난 시간을 시간의 길이라고 한다.
길이의 표준 단위는 미터이며 미터는 빛이 진공에서 초 동안 진행한 경로상의 길이이다. 이 때 초는 세슘 원자의 멜팅상태에 있는 두 초미세 단준위 사이의 전이에 대응하는 복사선의 주기의 지속시간이다. 1899년 12월 11일, 국제 도량형 총회(General conference of weights and measrements)는 미터의 정의를 273.16K의 일정한 온도와 1 바 압력이 유지되는 상태에서 두 개의 백금이리듐 막대의 두 막대 사이의 거리라고 변경하였다. 1960년에 미터의 정의는 진공 상태에서 질량이 86.3인 크립톤 동위원소가 진동하는 파장의 16507633.7312배로 다시 변경되었다. 현재 국제도량형국 국제비교 데이터베이스(BIPM KCDB)에 의하면 1m는 빛이 진공에서 1/299792458초 동안 진행한 거리를 말하며 1초는 세슘-133 원자에서 방출된 특정한 파장의 빛이 9,192,631,770번 진동하는데 걸리는 시간을 말한다.

## 정의
길이란 물체의 한 끝에서 다른 끝까지의 공간적 거리를 나타내는 스칼라량이다.

### 기하학에서 길이

#### 수학적 정의
물체의 길이라고 하면, 그 물체의 한 끝에서 다른 한 끝까지의 거리를 의미한다. 좌표로 결정된 직선 위의 두 점 A, B를 양 끝으로 하는 선분 AB의 길이 d는, 그 두 점의 좌표를 각각 a, b라고 할 때
{\displaystyle d=|a-b|}
로 정의될 수 있다.

#### 곡선의 길이
만약 X가 거리 함수 d의 거리 공간이면, ɤ: [a,b] → X인 조건에서 곡선의 길이(ɤ)를 상한
{\displaystyle \sup \left\{\sum _{i=1}^{n}d(\gamma (t_{i}),\gamma (t_{i-1}))\colon a=t_{0}<t_{1}<t_{2}<...<t_{n}=b\right\}}
의 {\displaystyle n\in \mathbb {N} }에 대한 상한이라고 정의할 수 있다.
길이 교정 가능하다고 정의되는 곡선은 유한 길이를 갖고 있는 곡선이다. {\displaystyle t_{1},t_{2}} 이 [a,b]의 범위에서 존재할 때, 길이는 다음의 식으로 표현 가능하다.
{\displaystyle {\text{length}}(\gamma |_{[t_{1},t_{2}]})=|t_{2}-t_{1}|.}
역사 속에서 많은 철학자들조차도 불규칙적인 곡선의 길이를 측정하는 것은 불가능하다고 생각했다. 그러나 적분의 발견을 통해 곡선의 길이를 보다 엄밀하게 구할 수 있게 되었다. 17세기에는 1645년 정의된 에반젤리스타 토리첼리에 의해서 지수함수의 나선형 곡선, 1658년 크리스토퍼 워렌에 의해 정의된 사이클로이드, 1691년 고트프리트 라이프니츠에 의해 정의된 현수선 등의 초월 곡선들을 기하학적인 방법으로 길이를 구하는 방법이 유도 되었다.
적분을 이용하여 곡선의 길이를 구하는 방법은 다음과 같다.
곡선 AB위에 n-1개의 점 {\displaystyle P_{1},P_{2},...P_{n}-1} 을 잡아 꺾은선 {\displaystyle AP_{1},P_{1}P_{2},...,P_{n}-1B} 을 만들 수 있다. 각 선분의 길이의 합 {\displaystyle S_{n}}은 {\displaystyle S_{n}=AP_{1}+P_{1}P_{2}+...+P_{n}-1B}이다. 분점의 수를 한없이 많이 취하게 되면 각 선분의 길이는 한없이 작아지게 되고, {\displaystyle S_{n}}이 일정한 값 S에 한없이 가까워지면 이 S를 곡선의 길이라고 한다. 만약 {\displaystyle S_{n}}이 극한값을 갖지 않는다면 곡선 AB는 길이를 갖지 않는다.
곡선 AB를 나타내는 방정식을 y=f(x)라고 하고, 변수 x의 구간을 [a,b]라고 할 때 곡선 AB의 거리는 정적분을 사용해 구할 수 있다.
만일 ɤ가 립시츠 연속 함수라면, 이것은 항상 길이를 구할 수 있다. 더 나아가서, 이러한 경우에 우리는 {\displaystyle t_{0}}일 때 ɤ의 속도를 정의할 수 있다. 이 때의 속도 식은 다음과 같다.
{\displaystyle {\text{speed}}(t_{0})=\limsup _{t\to t_{0}}{d(\gamma (t),\gamma (t_{0})) \over |t-t_{0}|}}
그리고 ɤ의 식은 다음과 같다.
{\displaystyle {\text{length}}(\gamma )=\int _{a}^{b}{\text{speed}}(t)\,dt.}
특히, X = {\displaystyle R^{n}}인 유클리드 공간이고 ɤ: [a,b] → {\displaystyle R^{n}} 이 미분가능한 경우에, ɤ의 식은 다음과 같다.
{\displaystyle {\text{length}}(\gamma )=\int _{a}^{b}\|\gamma '(t)\|\,dt.}

##### 호의 길이(Arc length)
비규칙적인 호 부분의 길이를 결정하는 것은 곡선의 길이 조정(영어:rectification)이라고 불린다. 역사적으로 독특한 곡선들에 대해서 여러 가지 방법이 사용되었는데 미적분학의 출현은 몇 가지 경우에 대하여 호의 길이가 정형화된 공식으로 나타나도록 이끌었다.
평면에서 곡선은 다각형의 직선 성분을 이용하여 곡선 위에 있는 유한개의 점을 연결하는 것에 의해 정의된다. 각각의 직선 성분의 길이를 측정하는 것은 간단하기 때문에 곡선의 길이는 각각의 직선 성분 길이를 더하는 것의 근사치에 의해 구해질 수 있다.
다각형적 근삿값은 몇몇 선택적인 경우에 곡선 위에서 선형종속이다. 이러한 예로는 점함수로 이루어진 곡선과 선형함수로 이루어진 곡선 등이 있다. 선형함수로 이루어진 곡선의 경우에는 근사치 또한 선형이고 따라서 곡선과 근사치가 포개진다. 다각형적 근사치가 선형종속적이지만 고윳값이 0과 일치하는 경우도 존재하는데 다각형적 근사의 모든 점들이 원점에 위치하고 있는 꽃잎 모양 함수일 때이다.
곡선의 길이를 정밀하게 구하기 위해 매끄러운 곡선에 대해서 각 부분들의 길이를 임의로 충분히 작게 만든다. 어떤 곡선들에 대해서 다각형적 근사치의 길이 보다 큰 범위에 있는 가장 작은 수 L이 존재한다면, 그 곡선은 길이를 구할 수 있다고 말할 수 있으며 호 길이 L를 갖는다고 말할 수 있게 정의된다.

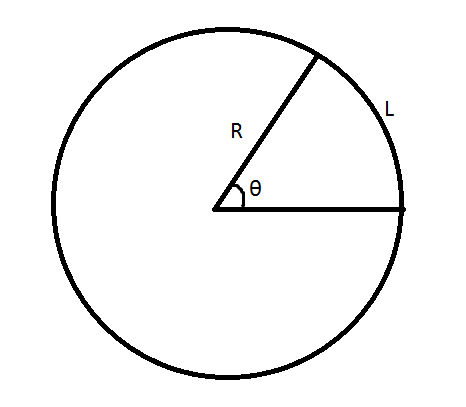
호의 길이 L은 rθ로써 구할 수 있다.

#### 유클리드 거리(Euclidean distance)
유클리드 거리는 자로 인해 측정된 두 점 사이의 거리를 피타고라스 정리에 의해 정의된다. 이 공식을 사용함으로써, 유클리드 공간은 거리 공간이 된다.
점 p와 q 사이의 유클리드 거리({\displaystyle \left\vert pq\right\vert }또는 {\displaystyle \lVert pq\rVert }로 표기)는 두 점을 연결한 ({\displaystyle {\overline {\mathbf {p} \mathbf {q} }}})의 직선 선분의 길이이다. 데카르트 좌표계에서 p = (p1, p2,..., pn) 와 q = (q1, q2,..., qn)가 유클리드 공간에 있는 두 점이라면, p에서 q까지의 거리는, 또는 q에서 p까지의 거리는 다음의 식으로 주어진다.
{\displaystyle \mathrm {d} (\mathbf {p} ,\mathbf {q} )=\mathrm {d} (\mathbf {q} ,\mathbf {p} )={\sqrt {(q_{1}-p_{1})^{2}+(q_{2}-p_{2})^{2}+\cdots +(q_{n}-p_{n})^{2}}}={\sqrt {\sum _{i=1}^{n}(q_{i}-p_{i})^{2}}}.}
n번째 공간에 있는 점의 위치는 유클리드 벡터로 표현된다. 따라서 p 와 q는 공간의 원점에서 시작하고 끝이 두 점을 가리키는 유클리드 벡터이다. 유클리드 길이는 이 벡터의 길이를 구함으로써 얻어진다:
{\displaystyle \|\mathbf {p} \|={\sqrt {p_{1}^{2}+p_{2}^{2}+\cdots +p_{n}^{2}}}={\sqrt {\mathbf {p} \cdot \mathbf {p} }}}
p와 q사이의 거리는 방향을 가지기 때문에 다음의 벡터로 표현될 수 있다.
{\displaystyle \mathbf {q} -\mathbf {p} =(q_{1}-p_{1},q_{2}-p_{2},\cdots ,q_{n}-p_{n})}

##### 1차원
실제 직선 위에 있는 두 점 사이의 거리는 두 점의 좌표의 차이의 절댓값과 같다. x와 y가 실제 직선 위의 두 점이라고 하면, 두 점 사이의 거리는 다음과 같다.
{\displaystyle {\sqrt {(x-y)^{2}}}=|x-y|.}

##### 2차원
유클리드 평면에서 p = (p1, p2) 와 q = (q1, q2)사이의 거리는 다음과 같다.
{\displaystyle \mathrm {d} (\mathbf {p} ,\mathbf {q} )={\sqrt {(p_{1}-q_{1})^{2}+(p_{2}-q_{2})^{2}}}.}
이 식은 피타고라스 정리와 동일하다.
극 좌표에서는 점 p가 (r1, θ1)이고 q 가 (r2, θ2)일 때, 두 점 사이의 거리는 다음과 같다.
{\displaystyle {\sqrt {r_{1}^{2}+r_{2}^{2}-2r_{1}r_{2}\cos(\theta _{1}-\theta _{2})}}.}

##### 3차원
3차원의 유클리드 공간에서, 거리는 다음과 같다.
{\displaystyle d={\sqrt {(p_{1}-q_{1})^{2}+(p_{2}-q_{2})^{2}+(p_{3}-q_{3})^{2}}}.}

##### n차원
n차원의 공간에서 거리는 다음과 같다.
{\displaystyle d(p,q)={\sqrt {(p_{1}-q_{1})^{2}+(p_{2}-q_{2})^{2}+...+(p_{i}-q_{i})^{2}+...+(p_{n}-q_{n})^{2}}}.}

### 생물학에서 길이
측정하고자 하는 물체의 끝과 다른 끝을 연결했을 때, 그 선분이 이루는 길이를 의미한다. 특히 생물학의 경우에서는 생물의 몸을 가지고 길이를 나타내는 경우가 많다. 몇몇 바다새의 경우 날개의 길이로 인식되는 것이 이러한 경우이다. 단위 조각들이 모여서 하나의 긴 조각을 이루는 경우에는 그 조각의 길이를 단위로 사용하기도 한다. 울타리를 이루는 나무 막대의 길이 같은 것이 이러한 경우이다. 길이는 거리가 아니라 기간의 개념으로도 쓰이는데 낮의 길이와 밤의 길이에서 쓰이는 용어 길이는 공간 속에서 얼마나 오래 지속되는지를 의미한다.

### 물리학에서 길이
두 시각(時刻)의 시간적 간격을 시간의 길이라고도 한다.

#### 플랑크 길이(Planck length)
물리학에서는 플랑크 길이, {\displaystyle l_{P}}라는 개념이 정의된다. 플랑크 길이는 사실상 길이의 단위 중 하나인데 이 단위는 자연단위에 기초해서 측정계를 만들고자 했던 막스 플랑크에 의해 처음으로 만들어졌다. 이 플랑크 길이는 플랑크 질량에 기반을 두고 있다. 양자역학과 상대성 이론이 그 당시에는 알려지지 않았음에도 불구하고 이러한 단위들이 제시되었고 훗날 플랑크 길이는 중력이 양자역학적 효과를 전시하면서 명백하게 정의되었다.
플랑크 질량은 슈바르츠실트 반지름과 콤프턴 길이가 동일할 때의 질량을 말한다. 이 때의 거리가 플랑크 길이라고 불리는 것인데 이것은 ħ는 디랙 상수, G는 중력 상수, c는 진공에서 빛의 속도일 때, {\displaystyle \ell _{P}={\sqrt {\frac {\hbar G}{c^{3}}}}\approx 1.616199(97)\times 10^{-35}{\mbox{ m}}}이다. 측정된 우주의 크기는 {\displaystyle 1.2\times 10^{62}} 플랑크 길이이다.
결론적으로 양자역학의 하이젠베르크의 불확정성 원리에 의해 플랑크 길이가 정확한 위치에 있는 물체는 운동량에서 불확정성을 가진다. 이 말은 야구공의 위치를 정할 수 있고 이것이 플랑크 길이가 정확하다면, 이것의 속도를 구별하는 것은 불가능하다는 것을 의미한다.
큰 차원이 존재한다면, 중력의 측정된 크기는 이것의 실제 값보다 작을 것이다. 이러한 경우에 플랑크 길이는 물리학적 중요성을 갖지 않는다.
끈 이론에서 플랑크 길이는 진동하는 끈의 크기의 기준이다. 더 작은 길이는 물리학적 의미를 갖지 않는다.
고리 양자 중력이론에서 면적은 양자화되고 플랑크 면적은 가장 작은 가능한 면적 값이 된다.
특수 상대성 이론에서 플랑크 길이는 관찰자에 따라 변하지 않는 불변의 값이다.

#### 디바이 길이(Debye length)
디바이 길이는 독일 물리학자이자 물리학자인 피터 디바이에 의해 정의되었다. 플라스마 내부에서 주어진 음의 입자(자유 전자)가 주위의 양 입자에 의해 차폐되어 외부와 관계없이 그 자신의 운동 에너지에 의해 운동할 수 있는, 그 거리를 말한다. 다른 말로 표현하면, 전하 분리가 일어날 수 있는 거리를 의미한다. 디바이 구는 디바이 거리를 반지름으로 하는 구의 부피이다. 디바이 길이의 개념은 플라스마 물리학, 전해질, 콜로이드(DLVO 이론)에서 중요한 역할을 한다. 디바이 거리의 역수를 차폐 상수라고 한다.
N개의 서로 다른 종류의 전하로 이루어진 계에서, j번째 종류는 전하 {\displaystyle q_{j}}를 운반하고 위치 {\displaystyle \mathbf {r} }에서 {\displaystyle n_{j}(\mathbf {r} )}의 밀집도를 가지고 있다. "원시모델"이라고 불리는 모형에 따르면, 이 전하들은 상대적인 유전율, {\displaystyle \varepsilon _{r}}에 의해 특성화되는 매질에서 분포된다.
이 전하의 분포는 매질이 math>\varepsilon_0</math>가 전기 상수일 때, {\displaystyle \nabla ^{2}\Phi (\mathbf {r} )=-{\frac {1}{\varepsilon _{r}\varepsilon _{0}}}\,\sum _{j=1}^{N}q_{j}\,n_{j}(\mathbf {r} )}의 푸아송 방정식을 만족시키는 {\displaystyle \Phi (\mathbf {r} )}의 전기장을 갖게 한다.
움직이는 전하는 {\displaystyle \Phi (\mathbf {r} )}뿐만 아니라 쿨롱의 법칙 {\displaystyle -q_{j}\,\nabla \Phi (\mathbf {r} )}에 따라서 움직인다.
만약 열역학적 동적평형 상태를 가정한다면, 구별되는 전하들의 분포도, {\displaystyle n_{j}(\mathbf {r} )}는 열역학적 평균으로 생각될 것이다. 또한 전기장은 평균장이론에 따라서 생각될 것이다.
이러한 가정들로, {\displaystyle j}번째 전하종류는 볼츠만 분포, {\displaystyle k_{B}}가 볼츠만 상수이고 {\displaystyle n_{j}^{0}}가 {\displaystyle j}종류의 전하의 밀집도일때, {\displaystyle n_{j}(\mathbf {r} )=n_{j}^{0}\,\exp \left(-{\frac {q_{j}\,\Phi (\mathbf {r} )}{k_{B}T}}\right)} 에 의해 설명된다.
볼츠만 분포에서 평균장이론과 푸아송 방정식을 대응시키면 푸아송-볼츠만 방정식을 도출할 수 있다:
{\displaystyle \nabla ^{2}\Phi (\mathbf {r} )=-{\frac {1}{\varepsilon _{r}\varepsilon _{0}}}\,\sum _{j=1}^{N}q_{j}n_{j}^{0}\,\exp \left(-{\frac {q_{j}\,\Phi (\mathbf {r} )}{k_{B}T}}\right)}.
이 비선형 방정식의 해는 간단한 계에서 몇 개 알려져 있다. 좀 더 일반적인 계의 해는 테일러 확장에 의해 높은 온도 {\displaystyle q_{j}\,\Phi (\mathbf {r} )\ll k_{B}T}에서 얻어질 수 있다.
{\displaystyle \exp \left(-{\frac {q_{j}\,\Phi (\mathbf {r} )}{k_{B}T}}\right)\approx 1-{\frac {q_{j}\,\Phi (\mathbf {r} )}{k_{B}T}}}.
이것은 흔히 디바이-휴켈 방정식이라고도 알려진, 선형화된 푸아송-볼츠만 방정식을 도출한다.
{\displaystyle \nabla ^{2}\Phi (\mathbf {r} )=\left(\sum _{j=1}^{N}{\frac {n_{j}^{0}\,q_{j}^{2}}{\varepsilon _{r}\varepsilon _{0}\,k_{B}T}}\right)\,\Phi (\mathbf {r} )-{\frac {1}{\varepsilon _{r}\varepsilon _{0}}}\,\sum _{j=1}^{N}n_{j}^{0}q_{j}}
디바이-휴켈 길이는 비제름 길이 {\displaystyle \lambda _{B}}의 용어로 표현될 수 있다. {\displaystyle z_{j}=q_{j}/e}는 {\displaystyle j}번째 이온의 전하와 단위 전하 {\displaystyle e}에 관련이 있는 전하수이다.
{\displaystyle \lambda _{D}=\left(4\pi \,\lambda _{B}\,\sum _{j=1}^{N}n_{j}^{0}\,z_{j}^{2}\right)^{-1/2}},
다음은 디바이 길이의 예시이다.
| 플라스마           | 밀도 ne(m-3) | 전자 온도 T(K) | 자기장 B(T) | 디바이 길이 λD(m) |
| 태양의 핵          | 1032         | 107            | --          | 10−11             |
| 토카마크           | 1020         | 108            | 10          | 10−4              |
| 기체 방전          | 1016         | 104            | --          | 10−4              |
| 전리층             | 1012         | 103            | 10−5        | 10−3              |
| 자기권             | 107          | 107            | 10−8        | 102               |
| 태양풍             | 106          | 105            | 10−9        | 10                |
| 성간 물질          | 105          | 104            | 10−10       | 10                |
| 은하계 사이의 매질 | 1            | 106            | --          | 105               |

##### 플라스마에서 디바이 길이
플라스마에서는 진공({\displaystyle \varepsilon _{r}=1}) 상태를 가정하며 디바이 길이는 다음과 같다.
{\displaystyle \lambda _{D}={\sqrt {\frac {\varepsilon _{0}k_{B}/q_{e}^{2}}{n_{e}/T_{e}+\sum _{ij}j^{2}n_{ij}/T_{i}}}}}
이 때,
λD는 디바이 길이,
ε0는 자유 공간의 유전율,
kB는 볼츠만 상수,
qe는 전자의 전하,
Te와 Ti는 전자와 이온의 온도,
ne는 전자의 밀도,
nij'는 양이온전하 jqe와 원자 종류 i의 밀도이다.
이온 용어는 이온의 운동이 무시 가능하다는 가정하에 다음의 식을 도출해낸다.
{\displaystyle \lambda _{D}={\sqrt {\frac {\varepsilon _{0}k_{B}T_{e}}{n_{e}q_{e}^{2}}}}}

##### 전해질에서 디바이 길이
전해질이나 콜로이드에서 디바이 길이는 κ−1라는 기호로 표현된다.
{\displaystyle \kappa ^{-1}={\sqrt {\frac {\varepsilon _{r}\varepsilon _{0}k_{B}T}{2N_{A}e^{2}I}}}}
이 때,
I는 전해질의 이온 결합력이고 이것의 단위는 mole/m3이다.
ε0는 진공 유전율,
εr는 상대적인 유전율,
kB는 볼츠만 상수,
T는 절대온도 캘빈,
NA는 아보가드로수,
e는 단위전하이다.
대칭적인 일가의 전해질에서는 다음의 식이 성립한다.
{\displaystyle \kappa ^{-1}={\sqrt {\frac {\varepsilon _{r}\varepsilon _{0}RT}{2F^{2}C_{0}}}}}
이 때,
R는 기체 상수,
F는 패러데이 상수,
C0는 전해질의 몰랄농도이다.
그렇지 않으면,
{\displaystyle \kappa ^{-1}={\frac {1}{\sqrt {8\pi \lambda _{B}N_{A}I}}}}
이 때,
{\displaystyle \lambda _{B}}는 매질의 비제름 길이이다.
상온의 물에서는 λB ≈ 0.7 nm.
상온(25 °C)에서는 다음의 관계가 성립한다:
{\displaystyle \kappa ^{-1}(\mathrm {nm} )={\frac {0.304}{\sqrt {I(\mathrm {M} )}}}}
이 때,
κ−1는 나노미터(nm)로 표현된다.
I는 이온 결합력이며 몰랄농도 (M or mol/L)로 표현된다.

#### 고유길이(Proper length)
1905년에 아인슈타인이 발표한 상대성이론에서 길이의 개념이 새롭게 정의된다. 물체의 고유길이란, 그 물체에 대해 정지한 관찰자가 측정한 거리이다. 상대성이론에 의하면 길이는 기준틀에 따라 다르게 측정된다. 즉, 길이수축(length contraction)에 의해서 물체에 대해 움직이는 기준틀에 있는 관찰자가 측정한 물체의 길이는 항상 고유길이보다 짧다.

#### 길이수축(Length contraction)
아인슈타인의 특수상대성이론에 따르면 정지한 관찰자에 대하여 평행으로 운동하는 물체에는 길이수축 현상이 일어난다고 한다. 때문에 길이가 수축된 물체는 고유길이(Proper length)보다 짧게 측정된다. 이 때 측정되는 물체의 길이는 다음 식을 만족한다. {\displaystyle \gamma ={\frac {1}{\sqrt {1-v^{2}/c^{2}}}}}일때, {\displaystyle L_{p}\ ={\frac {L}{\gamma }}=L{\sqrt {1-v^{2}/c^{2}}}}이다. 여기서 {\displaystyle \gamma }는 로렌츠 인자, {\displaystyle L} 은 고유길이이고, {\displaystyle c}는 빛의 속도, {\displaystyle v}는 움직이는 속도이다.

### 화학에서 길이
화학에서는 작은 나노세계의 물질들을 다룬다. 또한 전자구름이 원자를 이루고 있는 것처럼 확률적인 개념이 많이 사용되기 때문에 물체의 끝과 끝을 정의가는 것이 쉽지 않다. 따라서 화학에서는 길이가 거리의 개념으로 정의된다.

#### 결합 길이(Bond length)
결합길이는 공유결합을 형성할 때 두 원자핵 사이의 거리를 말한다. 결합간격 또는 결합거리라고도 불린다. 공유결합 반지름은 같은 종류의 원자가 공유결합을 형성했을 때 그 결합길이의 반이다. 간단한 결합인 경우에는 양자화학적 방법에 의하여 결합길이를 이론적으로 산출할 수 있지만, 일반적인 경우에는 쉽지 않다. 실험적인 방법으로는 X선회절·전자선회절·분자스펙트럼 등을 이용하여 정밀하게 측정할 수 있다. 하지만 일반적으로는 실험적인 방법이 너무 복잡하고 어렵기 때문에 편의상 다음의 방법을 이용한다. 각 원자는 결합할 때 일정한 크기를 유지하고 있으며, 그 반지름을 결합반지름이라고 하는데, 각종 원자의 결합반지름의 값이 산출되어 있으므로, 결합길이를 알고 싶으면 두 원자 결합반지름의 합을 구하면 된다. 결합길이는 단일결합, 이중결합, 삼중결합의 순으로 길다.
다음은 탄소 원자의 결합 길이의 예시이다.
| 결합된 원소 | 결합길이 (pm) | 족   |
| ----------- | ------------- | ---- |
| H           | 106 - 112     | 1족  |
| Be          | 193           | 2족  |
| Mg          | 207           | 2족  |
| B           | 156           | 13족 |
| Al          | 224           | 13족 |
| In          | 216           | 13족 |
| C           | 120 - 154     | 14족 |
| Si          | 186           | 14족 |
| Sn          | 214           | 14족 |
| Pb          | 229           | 14족 |
| N           | 147 - 210     | 15족 |
| P           | 187           | 15족 |
| As          | 198           | 15족 |
| Sb          | 220           | 15족 |
| Bi          | 230           | 15족 |
| O           | 143 - 215     | 16족 |
| S           | 181 - 255     | 16족 |
| Cr          | 192           | 6족  |
| Se          | 198 - 271     | 16족 |
| Te          | 205           | 16족 |
| Mo          | 208           | 6족  |
| W           | 206           | 6족  |
| F           | 134           | 17족 |
| Cl          | 176           | 17족 |
| Br          | 193           | 17족 |
| I           | 213           | 17족 |

## 단위
1.609344 km = 
1 마일

### 미터법
미터(m) 및 킬로그램(kg)을 기본으로 한 십진법의 국제적인 도량형단위계. 길이의 단위인 미터(m)는 현재 1983년 제 17차 국제 도량형 총회(General Conference on Weights and Measures: CGPM)에서 정의된 '빛이 진공에서 2억 9979만 2,458분의 1초 동안 진행한 거리'라고 정의되어 있다.

#### 미터의 역사
미터라는 단어는 '재다'라는 뜻의‘그리스어: μετρον’ 로부터 유래하였으며, ‘단위’를 뜻하는 ‘프랑스어: mètre’가 그 기원이다.
1668년, John Wilkins는 크리스티안 하위헌스가 39¼인치로 측정한 반 주기에 1초가 걸리는 진자의 길이를 표준 길이로 제정하자는 크리스토퍼 렌의 주장을 제안하였다.
18세기, 표준길이의 단위에 대한 두 가지 방법으로의 접근이 있었다. 한 가지는 John Wilkins가 주장한 반 주기가 1초인 진자의 길이를 표준길이의 단위로 정하는 것이었고, 다른 방법은 지구의 자오선의 4분의 1의 1000만분의 1을 표준 길이로 제정하자는 것이었다.
1789년 프랑스 대 혁명 이후 논리적이지 못하고 혼란스러운 전통 단위 체계를 10의 배수에 기초를 둔 새로운 체계로 대체하도록 자주 거론되던 구상을 실행했다.
1791년 프랑스 국민의회는 프랑스 과학 아카데미로 하여금 프랑스 무게와 측정에 대해 보고하도록 했다. 진자의 주기에 영향을 미치는 지구의 중력이 지구의 표면에서 위치에 따라 변화할 수 있기 때문에 새로운 체계는 영원히 변하지 않는 자연 물리적 단위에 기초하도록 결정되었는데, 지구 자오선의 4분의 1의 1000만분의 1을 표준 길이 단위로 지정하자는 결론을 내렸다.
1793년, 길이의 단위인 미터는 지구의 북극과 적도 사이 거리의 1000만분의 1에 해당하는 것으로 지정되었다. 이를 위해서는 파리를 통과하는 자오선이 사용되었다. 이 임무는 Jean Baptiste Joseph Delambre와 Pierre Méchain에 의해 수행되었다. 바르셀로나에서 됭케르크까지의 자오선의 호를 결정하기 위한 6년간의 조사 끝에, 미터(m)라는 새로운 단위가 39.37008인치임을 밝혀냈다.
1799년 백금을 사용한 표준미터 원기인 Metre des Archives가 프랑스의 모든 측정에서 합법적인 표준으로 선포되었다. 이러한 미터법의 목표는 새로운 단위가 프랑스뿐만 아니라 '모든 사람을 위한, 모든 시대를 위한' 것이 되고자 한 것이었다.
1875년 파리에서 국제도량형국(International Bureau of Weights and Measures: BIPM)을 설립하기 위한 국제위원회가 소집되었다. '미터 조약'으로 파리 근처의 세브르에 영구실험소를 설립하고 지원을 약속했다. 그곳에서는 국제표준을 보관하고, 국가표준복사물들을 검사하고, 도량형학 연구를 수행했다. 40개국의 외교대표들로 구성된 '도량형일반협의회'는 개선점을 찾기 위해 6년에 1번씩 회의를 가졌다. 또한 협의회에 의해 선출된 18명의 과학자들은 국제도량형국을 감시하는 '국제도량형위원회'를 구성했다. 한동안 미터와 킬로그램에 대한 국제원형도량형은 편의상 실제로 측정된 지구의 길이가 아니라 미터킬로그램 보관소의 표준에 근거하여 정해졌다.
1889년 제 1차 국제 도량형 총회(CGPM)에서 90%의 백금과 10%의 이리듐으로 구성된 녹는점이 0 °C인 합금으로 만들어진, 단면이 X자인 국제 표준 원기의 길이를 1미터로서 정의하였다.

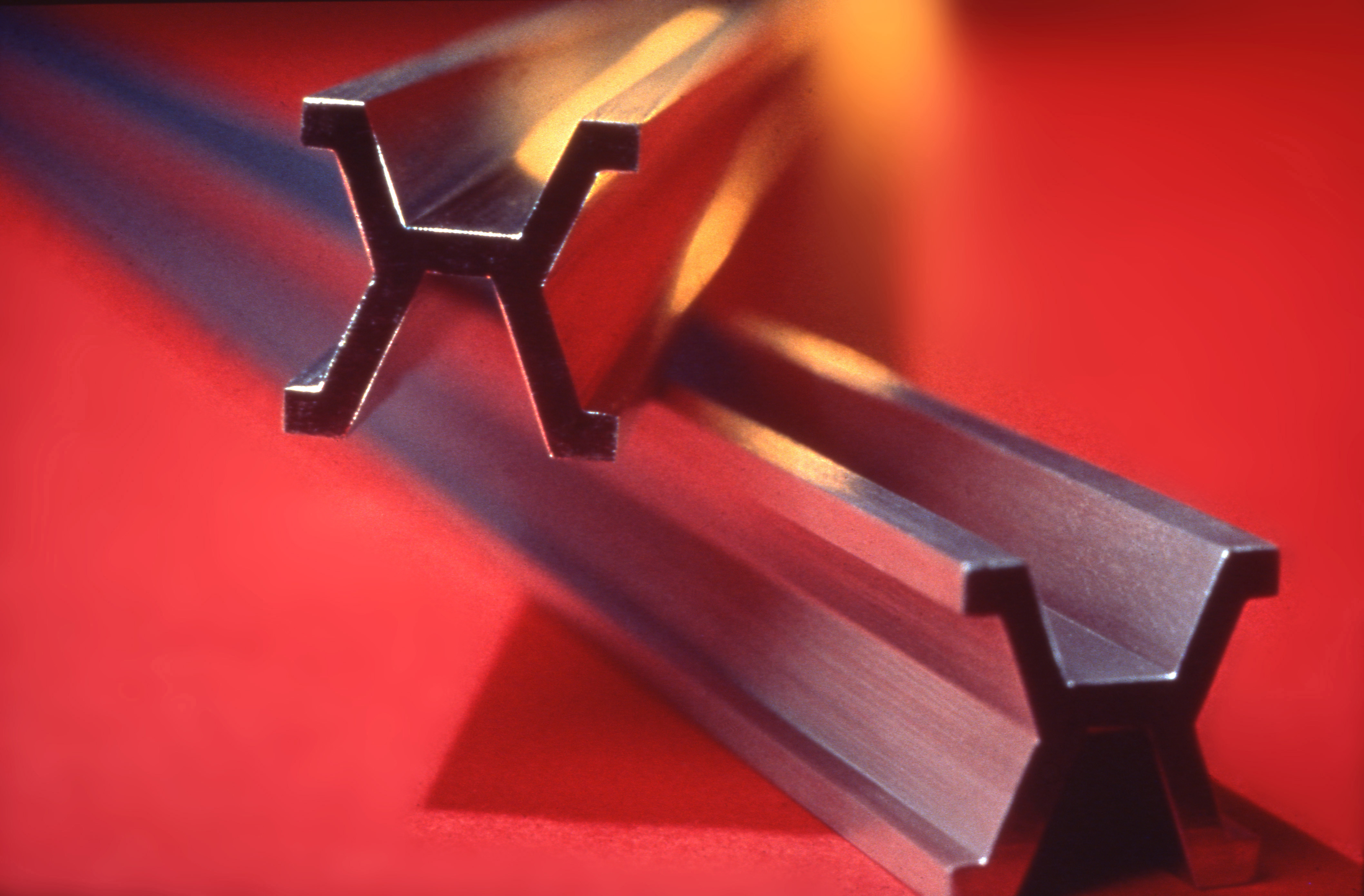
1889년부터 1960년까지 사용된 국제 표준 원기. 백금 90%, 이리듐 10%로 구성되어 있다.

1960년 제 11차 국제 도량형 총회(CGPM)에서 미터를 자연 상수에 의한 정의로 다시 채택하였다. 1893년에 Albert A. Michelson에 의한 간섭계에 의해 측정된 몇몇의 특별한 빛의 파장을 표준 길이로써 사용되는 것이 지지되었다. 그 결과 진공에서 크립톤-86 원자의 2p10 과 5d5 준위 사이의 전이에 해당하는 오렌지색 복사 파장의 1650763.73배로서 미터를 정의하였다. 하지만 크립톤 램프의 빛의 세기가 약해서 활용도가 뒤떨어 진다는 문제점이 있었다.
1983년 제 17차 국제 도량형 총회(CGPM)에서 1960년대 이후 개발된 레이저 빛은 멀리까지 퍼지지 않고 직진하기 때문에 길이 측정에 유용함이 입증되었고, 아인슈타인의 상대성 이론에 따르면 빛의 속력은 항상 일정하므로, 빛을 이용하여 길이를 정의하자는 의견이 반영되었다. 그 결과 제17차 국제 도량형 총회에서 미터를 진공 속에서 1/299,792,458초 동안 빛이 진행한 거리로 정의하였다. 현재 한국의 국가길이 표준기로서는 요오드 안정화 헬륨-네온 레이저를 이용하며 그 진공 파장의 길이를 사용한다. 요오드 분자(127I2)의 포화습수분광(11-5밴드, R(127))의 전이선의 초미세구조선(a-16또는 f)에 주파수 안정화 하여 사용한다.(미터는 요오드안정화 헬륨-네온 레이저 진공파장(a16 또는 f)의 1 579 800.762 배와 같다, 요오드 안정화 헬륨-네온 레이저 진공파장: 632 991 212.58 fm)

#### 미터의 정의 변천사와 길이표준의불확도
| 미터의 정의                                                                                         | 년도   | 불확도        |
| --------------------------------------------------------------------------------------------------- | ------ | ------------- |
| 지구 본초자오선 길이의 {\displaystyle {\frac {1}{40000000}}}                                        | 1793년 | 0.1~0.5mm     |
| 첫 번째 백금 표준 원기 Metre des Archives의 길이                                                    | 1799년 | 0.01~0.05mm   |
| 백금-이리듐 표준원기의 길이                                                                         | 1889년 | 0.1~0.2 µm    |
| 진공에서 크립톤-86 원자의 2p10 과 5d5 준위 사이의 전이에 해당하는 오렌지색 복사 파장의 1650763.73배 | 1960년 | 0.005~0.01 µm |
| 진공에서 빛이 {\displaystyle {\frac {1}{299792458}}}초 동안 진행한 거리                             | 1983년 | 0.1 nm        |

#### 미터에 적용되는 SI 접두어
미터에 SI접두어를 사용함으로써 큰 단위 또는 작은 단위를 간단하게 나타낼 수 있다.
| 10-n  | 단위 | 이름         |  | 10n  | 단위 | 이름     |
| ----- | ---- | ------------ |  | ---- | ---- | -------- |
| 10−1  | dm   | 데시미터     |  | 101  | dam  | 데카미터 |
| 10−2  | cm   | 센티미터     |  | 102  | hm   | 헥토미터 |
| 10−3  | mm   | 밀리미터     |  | 103  | km   | 킬로미터 |
| 10−6  | µm   | 마이크로미터 |  | 106  | Mm   | 메가미터 |
| 10−9  | nm   | 나노미터     |  | 109  | Gm   | 기가미터 |
| 10−12 | pm   | 피코미터     |  | 1012 | Tm   | 테라미터 |
| 10−15 | fm   | 펨토미터     |  | 1015 | Pm   | 페타미터 |
| 10−18 | am   | 아토미터     |  | 1018 | Em   | 엑사미터 |
| 10−21 | zm   | 젭토미터     |  | 1021 | Zm   | 제타미터 |
| 10−24 | ym   | 욕토미터     |  | 1024 | Ym   | 요타미터 |

### 여러 가지 길이 단위

#### 고대 길이 단위

##### 고대 그리스 길이 단위
고대 그리스 길이 단위는 지역과 시대에 따라 차이가 있었다.
다음 표는 아테네를 기준으로 표시되었다.
| 단위                 | 단위의 길이 | 미터법   | 길이 기준                       |
| -------------------- | ----------- | -------- | ------------------------------- |
| daktylos             |             | 1.8 cm   | 손가락의 너비                   |
| kondylos             | 2 daktyloi  | 3.7 cm   |                                 |
| palaiste or doron    | 4 daktyloi  | 7.4 cm   | 손바닥의 너비                   |
| dichas or hēmipodion | 8 daktyloi  | 14.5 cm  | 발길이의 반                     |
| lichas               | 10 daktyloi | 18.5 cm  |                                 |
| spithame             | 12 daktyloi | 22.2 cm  | 한뼘의 길이                     |
| pous                 | 16 daktyloi | 29.57 cm | 발 길이                         |
| pygme                | 18 daktyloi | 33.3 cm  |                                 |
| pygon                | 20 daktyloi | 37 cm    |                                 |
| pechus               | 24 daktyloi | 44.4 cm  | 손가락 끝에서 팔꿈치까지의 길이 |
| bema                 | 40 daktyloi | 74.0 cm  |                                 |
| orguia               | 6 pous      | 1.77m    |                                 |
| plethron             | 100 pous    | 29.57m   |                                 |
| stadion              | 600 pous    | 177.4m   |                                 |
| parasang             | 30 stadion  | 5.32 km  |                                 |

##### 고대 로마 길이 단위
| 로마 단위              | 영어 이름       | 단위의 길이 | 미터법         |
| ---------------------- | --------------- | ----------- | -------------- |
| digitus                | finger          | 1/16 pes    | 1.848cm        |
| unica                  | inch 또는 thumb | 1/12 pes    | 2.46cm         |
| palm                   | palm width      | 1/4 pes     | 7.4cm          |
| pes                    | foot            |             | 29.57cm        |
| palmipes               |                 | 1¼pes       | 36.963cm       |
| cubit                  | cubit           | 1½pes       | 44.355cm       |
| gradus                 | step            | 2½pes       | 73.92 cm       |
| passus                 | Two step        | 5 pes       | 1.478m         |
| decempeda 또는 pertica |                 | 10 pes      | 2.957m         |
| mille passuum          | mile            | 5000 pes    | 1.471~1.485 km |
| Gallic leuga           | league          | 7500 pes    | 2.22 km        |

##### 고대 이집트 길이 단위
| D50 |

| D50 |

| D48 |

| D48 |

| H7 | G36 |

| H7 | G36 |

| H7 | O29 |

| H7 | O29 |

| D44 |

| D44 |

| D41 |

| D41 |

| D42 | G36 |

| D42 | G36 |

| M23 | t · n | D42 |

| M23 | t · n | D42 |

| M3 | X1 | Z1 |

| M3 | X1 | Z1 |

| M17 | X1 | D21 | G43 | N35B | N36 | N21 · Z1 |

| M17 | X1 | D21 | G43 | N35B | N36 | N21 · Z1 |

##### 고대 페르시아 길이 단위
페르시아의 공식적인 측정 체계는 아케메네스 왕조(550-350 BCE)시기에 만들어졌다.
| 단위                                                 | 페르시아어 이름  | 단위의 길이     | 미터법   |
| ---------------------------------------------------- | ---------------- | --------------- | -------- |
| fingert                                              | aiwas            |                 | 2 cm     |
| hand                                                 | dva              | 5 aiwas         | 10 cm    |
| foot                                                 | trayas           | 3 dva           | 30 cm    |
| four-hands                                           | remen            | 4 dva           | 40 cm    |
| cubit (five-hands)                                   | pank'a dva       | 5 dva           | 50 cm    |
| great cubit (six-hands)                              | (k)swacsh dva    | 6 dva           | 60 cm    |
| pace                                                 | pank'a           | 5 trayas        | 1.5 m    |
| ten-foot                                             | daca trayas      | pank'a          | 3 m      |
| hundred-foot                                         | chebel           | 8 daca trayas   | 24 m     |
| league, the distance a horse could walk in one hour. | parasang         | 250 chebel      | 6 km     |
| mansion, one day's march on the Royal Road.          | (Greek stathmos) | 4 or 5 parasang | 24–30 km |

##### 고대 아랍 길이 단위
아랍의 측정 체계는 페르시아의 체계를 기반으로 만들어졌다.
| 길이의 단위 | 길이의 단위                     | 길이의 단위   | 길이의 단위                     | 길이의 단위 |
| 단위        | 단위의 길이                     | 미터법        | 단위의 기준                     |             |
| ----------- | ------------------------------- | ------------- | ------------------------------- | ----------- |
| assbā       | 1/16 Arabic foot                | 2.25 cm       | 손가락 길이                     |             |
| cabda       | 1/4 Arabic foot                 | 9 cm          | 손바닥 길이                     |             |
| Arabic foot |                                 | 32 cm         | 발길이                          |             |
| cubit       | 2 Arabic feet → 1.5 Arabic feet | 64 cm → 48 cm | 손가락 끝에서 팔꿈치까지의 길이 |             |
| orgye       | 6 Arabic feet                   | 1.92 m        | 보폭의 길이                     |             |
| qasab       | 12 Arabic feet                  | 3.84 m        | 줄기의 길이                     |             |
| seir        | 600 Arabic feet                 | 192 m         | 경기장의 길이                   |             |
| ghalva      | 720 Arabic feet                 | 230.4 m       |                                 |             |
| parasang    | 18000 Arabic feet               | 5.76 km       |                                 |             |
| barid       | 4 parasang                      | 23.04 km      |                                 |             |
| marhala     | 8 parasang                      | 46.08 km      | 마을 길이                       |             |

#### 야드-파운드법
야드-파운드법은 야드를 기본 길이 단위로 하는 미국과 영국연방에서 사용되는 도량형 단위계이다. 미터법은 국제 도량형의 기준이다시피하다. 세계의 70여 국가가 나라의 도량형의 기준을 미터법으로 하고 있고, 학술적 제반 단위는 거의 모두 미터법을 토대로 이루어진다. 하지만 미국, 영국연방 등에서는 일상생활 속에서는 미터법을 사용하지 않고 야드-파운드법을 사용하고 있다. 미국의 경우에는 아직 미터법을 공식적으로 받아들이지 않았다. 물론, 학술이나 과학에서는 미터법을 사용하고 있지만, 일상 생활에서는 옛날부터 사용하는 단위를 그대로 사용하고 있다. 인치, 피트, 야드, 마일이 대표적인 예이다.
- 인치(inch): 세계적으로 통용되는 표준 1 인치는 정확히 2.54 센티미터이고 1 피트의 1/12, 1 야드의 1/36로 정의된다. 인치는 1/12를 뜻하는 라틴어 unica에서 비롯되었다. 1959년 7월 1일, 미국과 영국연방의 국가들은 국제 표준 야드 길이를 정확하게 0.9144m로 정의하였다. 그 결과 1인치(inch)는 정확하게 2.54cm를 나타내게 되었다.

- 피트(feet): 세계적으로 통용되는 표준 1 피트는 정확히 30.48 센티미터이고 야드의 1/3로 정의된다. 기호는 ft로 표기한다. 피트는 사람의 발 크기로 길이를 측정하는 것에서 유래되었다고 한다.

- 야드(yard): 야드-파운드법의 기본 길이 단위로 1야드는 0.9144m를 나타낸다. 원래 야드-파운드법을 사용하는 나라간에 야드의 길이는 약간씩 달랐지만 1959년 7월 1일의 협약으로 표준 야드는 정확하게 0.9144m로 정의되었다. 기호는 yd로 표기한다.

- 마일(mile): 로마 시대에 사용된 행군한 거리를 나타내는 기호에서 유래한 것으로 mi 또는 mil로 표기한다. 1mile=1760yd로 미터법으로는 1.609344km를 뜻한다.

#### 척근법(尺斤法)
척관법이라고도 불린다. 척근법(尺斤法)은 고대 중국에서 시작되어 동아시아권역에서 널리 사용된 도량형 단위계이다. 척근법에서 기본 길이 단위는 자(척, 尺)를 사용하였다. 중국에서 척근법이 최초로 사용되기 시작한 것은 전국시대 진나라 상앙(商鞅) 이후로 알려지고 있으며, 척근법의 단위는 지역과 시대에 상관없이 널리 사용되고 있으나 그 기준은 지역과 시대에 따라 차이가 있다.
척근법의 길이 단위로는 자(척), 간(間), 정(町), 리(里)가 있다.
대한제국에서 제정한 도량형에 따르면, 1자(척, 尺)는 10/33 미터, 약 30.3cm이다.
대한제국에서 제정한 도량형에 따르면, 1간(間)은 6자, 약 181.8cm이다.
대한제국에서 제정한 도량형에 따르면, 1정(町)은 60간, 약 109.09m이다.
한국에서 1리(里)는 관례적 환산법으로 약 392.7273m에 해당한다.

#### 항해, 항공에서 길이 단위
항해, 항공에서는 따로 미터법과는 다른 단위를 쓰는데 해리이다. 기호는 nmile이며 자오선(子午線)의 위도(緯度) 1'의 평균거리를 말한다. 국제단위계(SI)와 함께 잠정적으로 사용이 허용된 단위이며, 1929년 모나코에서 열린 제 1회 국제수로기구 총회에서 1 국제해리는 위도 45˚에서 지리위도 1'에 대한 자오선의 길이와 같은 1,852m(6076.11 ft)를 1해리로 정의되었고, 이를 채택하여 사용할 것을 권장하였다.. 현재 우리나라를 비롯하여 미국, 일본, 독일, 호주 등 여러 나라에서는 이에 따르고 있다. 하지만 영국에서는 아직도 영국해협의 평균위도 1'의 자오선 길이인 1853.14m를 1 해리라 하며 UK해리라고 부른다. 배의 속도를 나타내는 노트(kn)는 1시간에 1 nmile를 진행하는 속도이며, n=1nmile/h=0.5144m/s이다.

#### 천문학에서 길이 단위
천문학에서 미터 단위로 천체간의 거리를 측정하는 것은 비효율적일 수 있다. 그렇기 때문에 천문학에서는 미터가 아닌 여러 가지 길이 단위가 사용되고 있다. 대표적으로 천문단위(Astronomical unit: AU), 파섹(parsec: pc), 광년(Light-year: Ly)이 있다.

##### 천문단위(Astronomical unit: AU)
1천문단위(1AU)는 지구와 태양 사이의 평균거리를 뜻한다. 지구는 태양을 초점으로 타원 궤도를 그리며 돌고 있다. 여기서 평균거리란 태양과 가장 가까워지는 근일점일때의 태양과 지구 사이의 거리와 태양과 가장 멀어지는 원일점일때의 태양과 지구사이의 거리의 평균을 뜻한다. 이를 미터법으로 환산하면 대략 1AU = 1.496×1011m를 나타내게 된다. 천문단위(AU)는 주로 태양계내의 천체들의 거리를 측정할 때 사용한다.
태양과 태양계 내의 행성간의 거리는 천문단위로 다음과 같이 측정된다.
| 행성 | 행성까지의 거리 | 행성   | 행성까지의 거리 |
| ---- | --------------- | ------ | --------------- |
| 수성 | 0.4AU           | 목성   | 5.2AU           |
| 금성 | 0.7AU           | 토성   | 9.5AU           |
| 지구 | 1.0AU           | 천왕성 | 19.2AU          |
| 화성 | 1.5AU           | 해왕성 | 30.1AU          |

##### 파섹(parsec: pc)
파섹의 어원은 영어의 "parallax of one arc second"이다.
지구는 태양을 중심으로 1년에 한바퀴 씩 공전을 하고 있다. 이런 이유로 어느 한 시점에서 별을 관측했을 때 별에 의한 빛이 지구와 이루는 각도와 6개월 뒤 별을 관측했을 때 이루는 각도가 차이게 생기게 되고, 차이를 연주시차라고 한다. 아주 먼 거리에 있는 별들은 연주시차가 나타나기 어려운데, 이러한 별들을 기준으로 연주시차를 측정한다. 이 원리를 이용하여 별까지의 거리를 측정할 수 있는데 파섹(pc)은 이 원리가 적용된 길이의 단위이다. 1pc은 연주시차가 1"(초)일 때 지구와 별까지의 거리로 정의된다.
파섹은 주로 태양계 밖의 다른 천체들과의 거리를 측정하는데 사용된다. 광도의 절대등급에도 파섹이 사용되는데, 절대등급은 모든 천체가 10 pc의 거리에 있다고 가정했을 때의 밝기이다.
1pc 은 미터법으로 대략 3.08567758×1016m, 천문단위로는 2.06×105AU, 광년 단위로는 3.26LY를 나타낸다.
1000pc=1Kpc, 1000000=1Mpc으로 쓰인다.

이 그림에서 p는 연주시차를 나타낸다.

##### 광년(Light-year: Ly)
1광년은 빛이 진공 속에서 1년 동안 진행한 거리를 뜻한다. 빛은 진공속에서 1초에 299,792,458m를 움직이므로 1년 동안에는 대략 9.46×1012km를 움직이게 된다. 파섹(pc)과 같이 주로 태양계 밖의 천체의 거리를 측정하는데 사용된다.
1광년(1LY)는 미터법으로는 9.46×1015m, 천문단위로는 6.324×104AU, 파섹 단위로는 0.307pc을 나타낸다.

#### 미시적 세계에서 단위
원자, 분자들의 크기처럼 아주 작은 미시적인 세계에서는 길이를 편하게 구할 수 있는 효율적인 단위가 필요하다. 그렇기 때문에 미시적인 세계에서도 많은 단위를 사용하고 있다. 대표적인 예로는 옹스트롬(Angstrom), 보어 반지름(Bohr radius), 페르미(fermi) 등이 있다.

##### 옹스트롬(Angstrom: Å)
빛의 파장, 원자 사이의 거리를 재는 데 사용하는 길이의 단위로 기호는 Å이며, 1Å = 10−10m이다. 1868년 스웨덴의 물리학자 A.옹스트룀이 프라운호퍼선을 측정할 때, 그 파장을 기록하는 데 이용되었다. 1Å=10−10m 이므로 텐스미터(tenth meter)라고 하는 경우도 있으며, 분자의 지름이나 액체 표면의 막의 두께,미세한 생물학적구조, 화학결합의 길이, 결정에서 원자들의 배열, 전자기파의 파장등을 측정하는 사용되고 있다. 보통 원자·분자의 크기나 결정의 격자 간격은 1Å 정도이다. 하지만 이 단위는 공식적인 SI단위는 아니다.

##### 보어 반지름(Bohr radius)
N.H.D. 보어의 원자이론에서 설정한 전자궤도의 기본 반지름이다. 수소원자의 전자가 가지는 최소에너지에 해당하는 반지름으로 원자크기의 기준이 된다.
a0 = h2/(4π2mke2) = 5.29167×10−11m = 0.0529 nm (k: 쿨롱 상수, e: 단위전하량, h: 플랑크 상수, m: 전자의 질량)

##### 페르미(fermi)
소립자물리학 ·핵물리학에서 사용되는 길이 단위를 말한다. 유카와라고도 하며 10−15m 즉 1 fm(펨토미터)와 같다. 페르미는 제 11회 국제도량형총회에서 채택되었으며 1964년 SI단위에 추가되었다.
옹스트롬(Å)과 같은 목적에서 1956년부터 핵용(核用)으로 쓰기 시작했으며 명칭은 이탈리아의 핵물리학의 창시자중 한명인 E.페르미와 소립자론의 선구자인 유카와 히데키[湯川秀樹]에서 왔다. 페르미는 핵물리학과 입자물리학에서 널리 사용되고 있다.

### 한국에서 길이 단위
고려시대에 길이 단위는 중국의 도량형제도를 따라 주척으로 하였다. 조선시대의 도량형은 법전인 경국대전과 속대전, 대전회통에 기록되어 있다. 길이 단위인 척은 쓰임에 따라 여러 종류가 있었는데, 황금척, 주척, 영조척, 조례기척, 포배척이 그것이다.
1902년 도량형 규칙을 제정하고 평식원이 설립되었으며, 1905년 대한제국 고종 때 대한제국 법률 제1호로 도량형 규칙을 제정 공포하여 척근법을 서양에서 사용하는 미터법 및 야드-파운드법과 혼용하도록 하였다. 1909년 9월에 도량형법이 일본식 척관법으로 개정되었다. 1959년 국제계량단위국(BIPM)에 가입하고 난 후, 1961년 국제단위계를 법정계량단위로 채택하였다. 1964년에는 법령을 통해 공식적인 일에 척근법이나 야드파운드법 대신에 미터법만을 사용하게 하였다. 한시적으로 허용되었던 건물 및 토지, 수출입 등에 대한 척근법이나 야드파운드법의 사용이 1983년에 금지됨에 따라 모든 단위는 미터법으로 표기하게 되어 있다. 1983년 1월 1일부터는 토지 건물에 사용되는 평도 사용이 금지되었다.

## 측정
길이의 표준을 기준으로한 정사각형 넓이를 표준으로 정하면 넓이도 그 표준량의 배수로써 판단할 수 있으며, 부피나 용량은 표준길이를 기준하여 입방체를 만들면 그 배수치로써 판단할 수 있다. 이와 같이 길이의 표준만 정확하게 정해지면 모든 물량을 판단할 수 있다.
길이를 측정하는데에도 많은 방법이 존재한다. 먼저 가장 널리 사용되는 단위길이를 이용하는 직접측정이 있고, 속도나 가속도로부터 유추해서도 측정 할 수 있다.

### 직접측정
길이의 직접측정은 도구를 통해서 이루어진다. 길이를 측정하는 도구를 만들기 위해서는 먼저 단위길이를 정하고, 그 길이에 맞추어서 도량형을 제작한후, 각각의 목적에 맞게 도구에 눈금을 표시해서 측정기를 만든다. 이 때 물체의 길이는 단위길이의 배수로 나타낸다. 직접측정은 측정 도구와 직접 비교하기 때문에 우리가 직접 대 볼 수 있는 것만 잴 수 있다.

#### 자(Ruler)
우리의 일상 생활에서 가장 널리 쓰이는 도구로, 측정방법이 간단하다.
줄자, 직각자, 삼각자, 강철자등이 있으며, 사용단위는 미터(meter) 혹은 인치(inch)이다.
버니어 캘리퍼스나 마이크로미터 보타는 오차가 크기 때문에 정밀한 길이 측정에서는 잘 쓰이지 않는다.

#### 버니어 캘리퍼스(Vernier Caliper)
노기스라고도 하며, 독일어의 노니우스(Nonius)라는 발음이 잘못된 것이다. 원형물체의 지름, 원통의 안지름 등을 측정하는 데 주로 사용된다. 본척과 본척 위를 이동하는 버니어로 되어 있는데, 본척의 선단과 버니어 사이에 측정물을 끼우고, 본척 위의 눈금을 버니어를 사용해서 읽는다. 보통 사용되고 있는 것은 본척의 한 눈금이 1mm이고, 버니어의 눈금은 본척의 19눈금을 20등분한 것이다.
읽을 수 있는 최소치수는 1/20mm ~ 1/50mm이다. 사용방법이 간단하고, 깊이, 물체의 안쪽 폭, 물체의 바깥쪽 폭 모두 버니어 캘리퍼스로 측정 가능하므로 기계공장 등에서 널리 사용되고 있다.

#### 마이크로미터(Micrometer)
U자형 프레임의 한쪽 끝에는 고정된 앤빌(anvil)이 있고, 다른쪽 끝의 슬리브(sleeve) 안쪽은 암나사로 되었으며, 정밀도가 높은 피치의 작은 수나사인 스핀들이 그 속에 들어 있다. 스핀들의 바깥쪽에는 심블(thimble)이 있으며, 이것을 회전시키면 스핀들이 축방향으로 이동하게 되어 있다. 슬리브에는 축방향으로 눈금이 매겨졌고, 심블에는 원주 방향으로 원주를 50등분한 눈금이 매겨져 있어 1눈금으로 0.01mm를 읽을 수 있다. 또 스핀들을 고정시키기 위한 클램프, 측정압(測定壓)을 일정하게 하기 위한 래칫스톱(ratchet stop)이 붙어 있다.
길이를 측정하려면 앤빌과 스핀들 사이에 측정물을 끼우고 슬리브와 심블의 눈금을 읽는다. 보통 사용되고 있는 마이크로미터는 나사의 피치가 0.5mm이며 스핀들의 측정범위는 0~25mm, 25∼50mm와 같이 25mm 간격으로 되어 있다. 마이크로미터에는 바깥쪽 치수를 측정하는 바깥지름 마이크로미터, 안쪽 치수를 측정하는 안지름 마이크로미터, 구멍 등의 깊이를 측정하는 깊이 마이크로미터, 나사 ·기어의 이[齒]두께, 나사의 유효지름 등을 측정하는 수나사용 ·암나사용의 각 나사 마이크로미터 등이 있다.
이 밖에 공기마이크로미터와 전기마이크로미터가 있다. 공기마이크로미터는 일정한 압력의 공기를 내뿜게 하여 그 유출량(流出量)과 압력변화에 의해서, 전기마이크로미터는 치수변화를 전기저항 ·인덕턴스 등의 전기량의 변화로 바꾸어 미소한 치수를 측정한다.

#### 다이얼 게이지(Dial gauge)
다이얼게이지는 다이얼 인디케이터(dial indicator)라고도 한다. 측정물의 길이를 직접 측정하는 것이 아니라 길이를 비교하기 위한 것으로, 평면의 요철(凹凸), 공작물 부착 상태, 축 중심의 흔들림, 직각의 흔들림 등을 검사하는 데 사용한다. 측정하려고 하는 부분에 측정자를 대어 스핀들의 미소한 움직임을 기어장치로 확대하여 눈금판 위에 지시되는 치수를 읽어 길이를 비교한다. 스핀들에는 래크가 새겨져 있어 스핀들의 움직임을 기어에 전달한다. 스핀들이 1mm 움직이는 데 대해 지침이 1회전하는 것이 흔히 사용된다. 눈금판은 1 눈금이 0.01mm인 것과 0.001mm인 것이 있다. 0.01mm의 것으로는 10mm 것을 측정할 수 있고, 0.001mm인 것으로는 0.3mm, 1mm, 2mm 등을 측정할 수 있다. 다이얼 게이지의 오차는 보통 최대 한 눈금~몇 눈금이 허용된다.

#### 블록 게이지(block gauge)
스웨덴의 요한슨(C.E. Johanson)이 고안한 것으로서 요한슨 블록이라고도 한다. 길이 측정의 표준이 되는 게이지로서 공장용 게이지에서도 가장 정확하다. 특수강을 정밀 가공한 장방형의 강편(鋼片)으로서 호칭 치수를 나타내는 2면은 서로 평행 평면으로 만들어져 있고, 매우 평활하게 다듬질되어 있다. 호칭 치수가 다른 것끼리 한조가 되어 있으며, 몇 장의 게이지를 조합하여 필요한 치수를 만든다.

#### 봉 게이지(Bar gauge)
측정물이 클 경우에 사용한다. 긴 측정범위의 마이크로미터를 검정하거나 구멍의 안지름을 측정할 때 등에 사용된다. 봉(막대) 모양으로 되어 있으며, 양 끝면 사이의 거리가 표준치수를 나타낸다. 양 끝이 평면인 것과 곡면인 것이 있는데, 세부 치수를 알기 위해서는 블록 게이지를 병용한다.

#### 측장기(Measuring machine)
표준자와 측미 현미경에 의한 고정도(高精度)의 길이 측정기로 먼저 측정 앤빌(anvil)을 맞추고 표준자를 읽는다. 그리고 앤빌에 측정물을 지지한 후 다시 표준자를 읽는다 첫 번째와 두 번째의 차이가 측정물의 치수이다.

#### 옵티미터(Optimeter)
광학적(光學的)방법으로 측정물의 치수를 확대해서 이것과 기준 게이지를 비교하여 길이를 측정하는 기구이다.
프리즘 A, B는 약한 빛이 측정자(測定子)의 미소한 움직임으로 기울어지는 반사경에 의해서 반사되고 눈금자에 0지표보다 벗어난 상(像)을 맺는데, 이 차를 읽는다.

#### 미니미터(Minimeter)
레버를 확대 기구로 이용한 길이 측정기이다.
최소눈금은 1 µm 이고 측정범위는 ±0.1mm 이다

#### 윤곽투영기(輪廓投影器)
나사, 게이지, 기계부품 등의 피검물을 광학적으로 정확한 배율로 확대하고 투영하여 스크린에서 그 형상이나 치수, 각도 등을 측정하는 장치이다. 조명 광선의 방향에 따라 수직형과 수평형으로 나뉜다. 수직형에서는 재물대의 면이 수평이 되므로 평면 피검물을 그대로 얹을 수 있고, 재물대가 일반적으로 작기 때문에 많은 소형 부품 검사에 적합하다. 수평형에서는 재물대가 대체로 크고 견고하며, 피검물은 반드시 지지대가 필요하고 공구 ·대형부품 측정에 적합하다.
조명은 두가지 종류로 투과 조명과 반사 조명이 있는데, 투과 조명은 검사할 물건의 실루엣을 비추는 것이고, 반사 조명은 표면을 보기 위한 것이다.
검사할 물건에 평행한 광선을 비춤으로써 배율 오차를 줄이고, 나사 ·원기둥 등과 같은 물건에 대해서는 정확한 배율을 구할 수 있다. 재물대는 검사할 물건을 얹어 핀트를 맞추기 위해 광축 방향으로 움직이거나 수직 방향으로 움직여 목적하는 위치로 이동시킨다.
측정법으로는 배율분의 오차가 확대되어 관측이 가능한 2가지의 방법이 있는데, 마이크로미터가 붙은 재물대를 사용하여 스크린의 십자선을 기준으로 하여 검사할 물건을 광축과 직각으로 이동하여 측정하는 방법과, 검사할 물건의 상(像)에 원 그림을 겹쳐서 검사하는 방법이 있다.

#### 공구 현미경(tool maker's microscope)
나사, 총형 게이지, 절삭 공구 등을 현미경의 시야로 관측하면서, 그것들의 형태ㆍ치수를 측정하는 장치이다.

### 간접측정
간접측정은 측정한 후 길이를 계산해야 하는 번거로움이 있기 때문에 직접측정을 할 수 없는 상황에서 많이 쓰인다.

#### 회전수를 통한 측정
자동차나 자전거등 바퀴달린 어떤 탈것의 이동거리를 측정할 때에는 타이어, 바퀴의 규격이 있기 때문에 회전수에 한바퀴당의 거리를 곱하면 이동거리를 측정 할 수 있다.

#### 전파를 사용한 측정
전파의 세가지 특징인 직진성, 정속성, 반사성 등을 이용하여 거리, 위치를 측정하며 LORAN, DEKA, GPS 등의 항법장치에 많이 쓰이고 이 외에도 레이다, VOR, DME, TACAN 등에 쓰인다.

##### 전파의 직진성을 활용한 장치
전파의 직진성을 활용한 방식에는 무선방위신호가 있다. 루프안테나의 지향 특성을 이용한 무선방위측정기로 전파가 오는 방향을 측정하는 방식이다. 지상에 설치된 무선표지국에서 발사된 표지전파를 측정하는 경우(선측무선방위)와 발사한 전파의 방향을 지상의 방향탐지국에서 측정하여 그 결과의 통보를 받는 경우(지상무선방위)의 2종류가 있다. 선측무선방위에 의한 위치의 선은 무선표지국을 측정방위로 측정하는 등방위곡선이다. 무선방위신호의 사용전파는 중파(中波)로 오차가 있어서 방위측정정밀도도 낮고 이용범위도 국으로부터 50∼100해리로 짧아 교차방위법에 의해 위치를 결정한다. 현재는 정밀도가 높은 측위방식을 쓰며 조난선의 위치를 파악해서 구조나 고래잡이 등에 많이 쓰인다. 코스비컨이라는 장치도 직진성을 활용한다. 이러한 장치들은 전파의 방향을 측정함으로써 위치와 거리를 측정할 수 있다.

##### 전파의 정속성을 활용한 장치
두 위치으로부터 거리차를 측정하는 방식이 주로 쓰이며 로랜·데카·오메가 등의 방식이 있다. 두 정점으로의 거리차가 일정한 점의 궤적은 그 두 점을 초점으로 하는 쌍곡선이므로 두 위치와의 거리차를 알게 되면 쌍곡선형태로 위치의 선이 결정된다. 이와같은 측위방식을 일괄하여 쌍곡선방식(hyperbolic system)이라고 한다. 측정 방법은 충격파를 사용하여 두 위치으로부터의 전파 도달 시간차를 마이크로세컨드(µs)단위로 측정하는 방식(로랜)과 지속파를 사용하여 위상차를 1/100 사이클단위로 측정하는 방식(데카·오메가)이 있다. GPS 또한 이 방법을 이용한다.

###### LORAN-C(Long Range radio Navigation)
지상국에서 발사하는 전파의 도달시간 차이를 이용하여 기지국의 거리를 측정함으로써 위치를 파악하는 장치이다.
지상국은 1개의 주지상국(Master Station)과 2～4개의 부지상국(Slave Station)으로 구성되어 있으며 100 kHz 전송파(90 kHz ～ 110 kHz 밴드)를 사용한다
전파의 측정 정밀도는 1/4 nm이지만 위치는 약 460m 정도까지 오차가 날 수 있다.
부지상국은 주지상국에서 펄스를 발사한 펄스를 수신한 후에 2ms의 시간지연 후에 동일한 펄스를 발사하며, 주지상국과 부지상국에서 발사한 펄스의 수신시간 차이를 이용하여 현재의 위치를 측정한다.
선박항해, 해양탐사, 해상감시, 해상구조, 항공기의 항법시스템, 공중구조, 운송업, 동물 추적, 기상측정 등에 많이 이용되었으나 GPS가 나온 후 GPS를 더 많이 이용한다

###### GPS
GPS는 여러개의 위성으로부터 전파를 받아서 시간 지연을 계산하여 각 위성으로부터의 거리를 측정할 수 있다. 위성으로부터 송신된 신호를 이용해 거리를 계산하기 위해서는 정밀한 시계가 필요한데, GPS 위성에는 고정밀의 원자 시계가 탑재되어 있으며, GPS 수신기는 원자 시계 또는 수정발진기를 이용한 시계 등이 탑재되어 있다. 위성으로부터 수신한 항법메시지를 통해 GPS 수신기의 시계와 GPS 위성의 시계를 비교한다. 측정된 시간차에 전파의 속도를 곱하면 GPS 위성과 수신기간의 거리가 구해진다. 그러나 실제 전파 경로로 인한 오차, GPS 위성과 GPS 수신기에 내장된 시계의 오차, 수신기 내부 회로에서 발생하는 오차 등이 있는데, 보정가능하다. GPS의 오차는 최대 30m로 정밀하다. 또한 현대에 가장 많이 사용하는 위치, 거리 측정장치 중의 하나이다.

##### 전파의 반사성을 활용한 장치
표적의 방위·거리를 측정하는 방식으로 레이다가 있다. 지향성회전안테나(스캐너)에서 마이크로파 펄스를 발사하여 반사파를 수신하여 브라운관에 표시하여 표적까지의 방위와 거리를 알아내는 장치이다. 잔상시간(殘像時間)이 긴 브라운관을 사용하여 스캐너가 1회전하더라도 처음 영상이 남아 있으므로 자기를 중심으로 모든 주위가 동시에 보인다. 유효거리는 스캐너의 높이·사용 파장·표적의 종류에 따라 다르다. 야간이나 안개 속에서도 영상이 나타나므로 거리와 방위측정이 편리하다.

#### 가속도를 이용한 거리 측정
가속도, 각가속도를 이용해서도 거리를 측정할 수 있는데 바로 관성항법장치(慣性航法裝置)(INS: Inertial Navigation System)가 대표적인 예이다.
이 장치는 관성을 이용해서 가속도, 각가속도를 측정할 수 있으며 이를 통해서 위치, 속도, 이동거리를 측정 가능하다.

#### 천문학에서 길이 측정
천문학에서 별까지의 거리는 별의 다양한 특성을 파악하는 데 가장 중요한 요인으로 작용한다. 대부분의 천체의 경우 거리를 직접 측정할 수 없을 만큼 먼 거리에 존재하기 때문에 다양한 간접적인 방법을 동원하여 천체까지의 거리를 측정한다. 측정할 수 있는 거리의 단위가 커질수록, 인류의 우주관도 함께 발달했다.

##### 레이저 측정
지구에서 가까운 행성들의 경우는 레이저를 사용해 거리를 알 수 있다. 레이저를 쏘아서 행성 표면에 반사시켜 지구로 다시 돌아오는데 걸리는 시간을 측정해 거리를 계산한다.

##### 연주시차
지구가 태양을 공전할 때 6개월마다 변화하는 별의 위치의 절반을 연주시차라고 한다. 연주시차는 일반적으로 매우 작기 때문에 천체를 중심으로 천체와 지구까지의 거리 d를 반지름으로 하는 원을 지구가 이동했다고 할 수 있다. 이렇게 될 때 지구와 태양 사이의 거리 1AU는 호가 된다.
```
L=rθ
```

거리 d가 반지름, θ는 연주시차 p", L=1AU이므로 천체까지의 거리는 1/p"이다.
연주시차가 1"일때의 천체까지의 거리를 1pc이라고 하며, 이때 라디안의 단위로 거리를 변환하면 1pc=206265AU라는 것을 알 수 있다.

##### 거리지수를 이용한포그슨 방정식
별의 밝기는 거리의 역제곱에 비례한다. 이 사실을 이용하여 공식화 된 것이 거리지수에 대한 포그슨 방정식이다.
포그슨 방정식은
{\displaystyle m-M=5logd-5}
이다.
별의 실시등급은 관측을 통해 계산할 수 있으며, 다양한 방법을 통해 구해진 별의 절대등급을 포그슨 방정식에 대입해 별까지의 거리를 알 수 있다.

##### 세페이드 변광성
애니 캐넌(Annie Canon)이 세페이드 변광성의 주기와 광도를 발견하면서 다른 은하에 있는 별까지의 거리를 계산할 수 있게 되었다.
세페이드 변광성, RR Lyrae형 변광성등에 사용될 수 있는 방법으로, 별의 밝기가 변화하는 주기를 관측을 통해 알아내 표준성으로써 주어진 주기-광도 관계에 맞추어 별의 실제 밝기를 계산할 수 있다. 이렇게 계산한 변광성의 절대등급을 포그슨 방정식에 대입해 변광성 까지의 거리를 계산할 수 있다. 실제로 윌리엄 허블은 이 방법을 사용해 안드로메다 은하까지의 거리를 최초로 구했고, 그때까지는 성운으로 알려져있던 M31 안드로메다 은하가 우리은하와 별개인 은하라는 것을 밝혀냈다.

##### 허블의 법칙
윌리엄 허블은 다양한 은하의 후퇴속도를 측정하고 그 은하까지의 거리를 비교해 그래프로 만들었다. 후퇴 속도와 천체까지의 거리는 비례하는데 이를 허블의 법칙이라고 한다.
{\displaystyle V=Hd}
V는 후퇴속도이며, H는 허블상수 75 km/s/Mpc, d는 천체까지의 거리이다. 천체의 적색편이를 관측해 적색편이를 계산 가능하다. 이를 통해 천체의 후퇴속도를 알 수 있고, 따라서 허블의 법칙을 통해 천체의 거리를 알 수 있다. 이 방법은 현재 사용되는 거리를 측정하는 기술 중 가장 먼 곳 까지의 거리를 측정할 수 있다.

## 참고자료
- 한국표준과학연구원 사이트
- 네이버 백과사전 '미터'
- 네이버 백과사전 '태양계'
- 길이 - 두산세계대백과사전
- A Dictionary of Scientific Units - including dimensionless numbers and scales. 5th Edition 1986. H.G. Jerrard and D.B. McNeill.
- Layer, H.P. (2008). Length—Evolution from Measurement Standard to a Fundamental Constant. Gaithersburg, MD: National Institute of Standards and Technology. Retrieved 18 August 2008.
- National Institute of Standards and Technology. (December 2003). The NIST Reference on Constants, Units, and Uncertainty: International System of Units (SI)
- 길이 - 브리태니커 백과사전 (다음백과 미러)
- IAU 사이트(http://www.iau.org/public/measuring/ 보관됨 2013-06-05 - 웨이백 머신)
- http://www.sizes.com/units/
- Clagett, Marshall (1999). Ancient Egyptian science, a Source Book. Volume Three: Ancient Egyptian Mathematics.. Philadelphia: American Philosophical Society. ISBN 978-0-87169-232-0.
- Corinna Rossi, Architecture and Mathematics in Ancient Egypt, Cambridge University Press, 2007
- Lepsius, Richard (1865) (in German). Die altaegyptische Elle und ihre Eintheilung. Berlin: Dümmler.
- Burn, Andrew R. (1984). Persia and the Greeks: the defence of the West, c. 546-478 BC. [London]: Duckworth. pp. 123–126. ISBN 0-7156-1765-6.
- Herodotus, Book III, 90-96
- Encyclopaedia of Scientific Units, Weights, and Measures: Their SI Equivalences and Origins, Springer, 2003, pp. 76–78.
- 네이버 백과사전 '야드-파운드법' https://terms.naver.com/100.nhn?docid=108708
- 김병하, 조선시대의 도량형제도, 1979년, 경제학연구, 11-21면 중 12면
- 이종봉, 조선후기 도량형제 연구, 2004년, 역사와 경계, 제53권, 41-76면
- 김성규와 공영태, 초등 예비교사들의 법정계량단위에 대한 이해, 2009년 6월, 과학교육연구지, 33권 1호, 111-121면 중 111면
- 네이버 백과사전 '척근법' https://terms.naver.com/100.nhn?docid=145469
- 네이버 지식사전 '척근법' https://terms.naver.com/entry.nhn?docId=562967
- 네이버 백과사전 '해리' https://terms.naver.com/100.nhn?docid=187603
- 네이버 백과사전 '버니어 캘리퍼스' https://terms.naver.com/100.nhn?docid=73271
- 네이버 백과사전 '마이크로미터' https://terms.naver.com/100.nhn?docid=58934
- 네이버 백과사전 '다니얼게이지' https://terms.naver.com/100.nhn?docid=42080
- 김명수, 국제도량형국 국제비교 데이터베이스(BIPM KCDB), 2008년 1/2월, 한국계량측정협회, 127호, 18-19면
- Satish K. Gupta, Modern ABC of Physics (Class – XI), 2012
- K.L. Gomber, K.L. Gogia, Pradeep's Fundamental Physics (Class-XII), 2012, 22th edition
- 네이버 백과사전 '상대성 이론' https://terms.naver.com/100.nhn?docid=87060

## 같이 보기
- 거리
- 차원
- 특수 상대성 이론
- 높이
- 미터법
- 척근법
- 파섹
- 광년
- 옹스트롬
- 보어 반지름
- 페르미
- 연주시차
- 허블의 법칙